# Orden der Heiligen Olga und der Heiligen Sophia

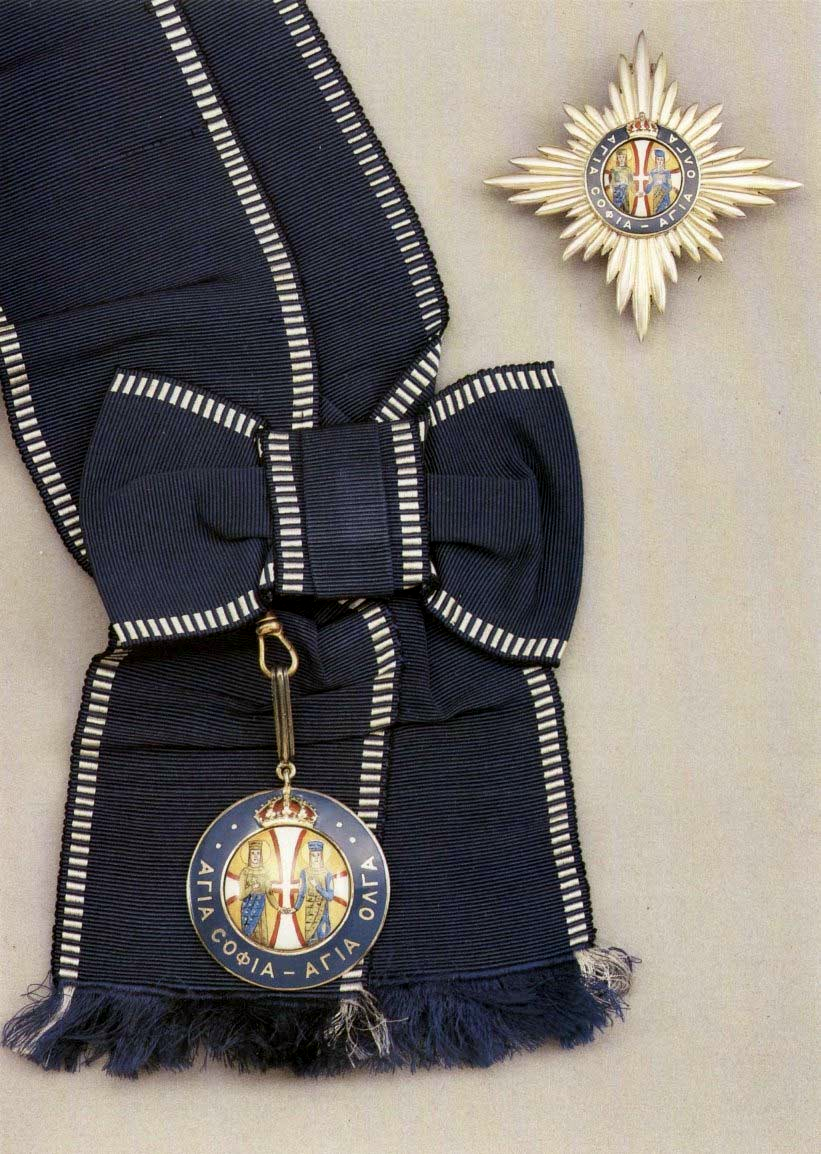
Großkreuz und Bruststern

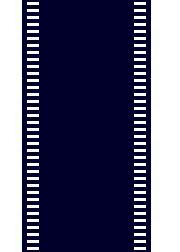
Ordensband

Der Orden der Heiligen Olga und Heiligen Sophia (griechisch Βασιλικό οικογενειακό τάγμα  Αγίων Όλγας και Σοφίας Vasiliko ikogeniako tagma Agion Olgas ke Sofias, deutsch ‚Königlicher Familienorden der Heiligen Olga und Sophia‘) wurde 1936 durch König Georg II. von Griechenland zur Erinnerung an die griechischen Königinnen Olga und Sophia und aus Ehrerbietung gegenüber den orthodoxen Heiligen Olga und Sophia als Haus- und Familienorden für Damen gestiftet und ausschließlich an Frauen verliehen. Er ist das Pendant zum Männern vorbehaltenen Orden des Heiligen Georg und Heiligen Konstantin.

## Ordensklassen
- I. Klasse
- II. Klasse
- III. Klasse
- IV. Klasse

## Ordensdekoration
Das Ordenszeichen der I. und II. Klasse ist goldenes Medaillon, in dessen Mitte sich ein weiß emailliertes Kreuz mit roter Umrandung befindet. Auf den waagrechten Kreuzarmen die Porträts der Heiligen Olga und der Heiligen Sophia. Umlaufend in einem blau emaillierten Reif befindet sich die Ordensdevise ΑΓΙΑ ΣΟΦΙΑ – ΑΓΙΑ ΟΛΓΑ (Heilige Sophia – Heilige Olga). Der obere Kreuzarm ist im Reif von einer Krone überragt.
Die Ordensdekoration der III. und IV. Klasse ist ein gekröntes Medaillon aus Gold bzw. Silber, dessen obere Hälfte abwechselnd drei Herzen und zwei Löwen zeigt, die untere, blau emaillierte Hälfte die Ordensdevise. In der Mitte befindet sich ein weiß emailliertes griechisches Kreuz, mit einem ein kleines Medaillon mit dem Bildnis der beiden Heiligen in der Kreuzmitte.

## Trageweise

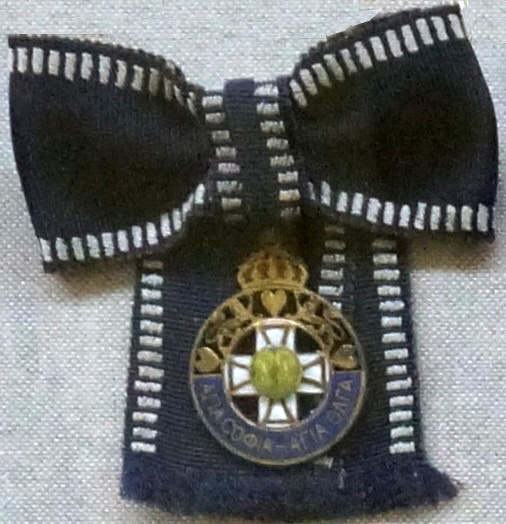
Dekoration (III. Klasse)

Das Großkreuz der I. Klasse wird an einer Schärpe von der linken Schulter zur rechten Hüfte sowie mit einem achtstrahligen Bruststern getragen. Die Ordenszeichen der II., III. und IV. Klasse werden an einer Damenschleife auf der rechten Brustseite getragen, die II. Klasse zusätzlich mit einem Bruststern.
Das Ordensband ist dunkelblau mit kleinen waagerechten weißen Seitenstreifen.

## Sonstiges
Der König ist Großmeister des Ordens, der seit 1973 nur noch als Hausorden der königlichen Familie verliehen wird.
Sämtliche Insignien des Ordens sind nach dem Ableben der Inhaberin rückgabepflichtig.